# Augyles schmidtjaegeri
Augyles schmidtjaegeri is een keversoort uit de familie oevergraafkevers (Heteroceridae). De wetenschappelijke naam van de soort is voor het eerst geldig gepubliceerd in 1998 door Mascagni.